# Soňa Hermochová
Soňa Hermochová (29. července 1932 Praha – 2. prosince 2018) byla česká psycholožka, vysokoškolská pedagožka, zakladatelka hnutí sociálně-psychologického výcviku.

## Život
Soňa Hermochová se narodila 29. července 1932 v Praze manželům Doležalovým. Vyrůstala ve smíšené německo-české rodině, což vedlo zvláště za války k řadě předsudků v sociálním okolí.
Její otec profesor Jan Doležal se zabýval experimentální psychologií, psychologií práce a hygienou duševního života. Byl v několika vedoucích pozicích na Univerzitě Karlově. Zasloužil se o založení časopisu Československá psychologie a zastával funkci předsedy Československé psychologické společnosti. 
Soňa Hermochová se rozhodla pro stejnou profesní dráhu jako její otec, i když původně začala studovat fyziku. Nicméně po krátké době svého prvotního studia přestoupila na studium psychologie. Na přelomu 50. a 60. let se musela překonat tragiku několika úmrtí v rodině.

### Vědecká a pedagogická činnost
Jako asistentka na katedře psychologie Filozofické fakulty Univerzity Karlovy v Praze (od roku 1957) se Soňa Hermochová stále více věnovala praktickým aplikacím sociální psychologie, což byl v tehdejším Československu netradiční směr. Ve druhé polovině 60. let se zasloužila o zavedení předmětu sociální psychologie do výuky, účastnila se výuky a jejího spojení s praxí. Realizovala zavádění psychologie do takových oblastí, jako jsou obchod, nápravná výchova a penologie, působení sociálních kurátorů, manželské a předmanželské poradenství, příprava mládeže pro manželství a rodičovství, práce se ženami, zvláště s matkami. Podstatně přispěla k rozvinutí těchto aplikací i jejich teoretických základů a k praktickému zaměření studia psychologů. Odborně čerpala i z návštěvy USA v roce 1966, což byla doba bouřlivého rozvoje skupinových metod. Její výzkumná a pedagogická činnost byla spojena s uvedenými směry aplikací a výzkumnými tématy katedry. V roce 1970 byl Soně Hermochové vysloven zákaz pedagogické činnosti. 
Po sametové revoluci Soňa Hermochová vykonávala v letech 1991–1997 funkci vedoucí katedry psychologie FF UK. V letech 1994 až 2000 byla proděkankou filozofické fakulty Univerzity Karlovy pro zahraniční vztahy. Od roku 2009 byla členkou pedagogického sboru Vysoké školy aplikované psychologie v Terezíně.

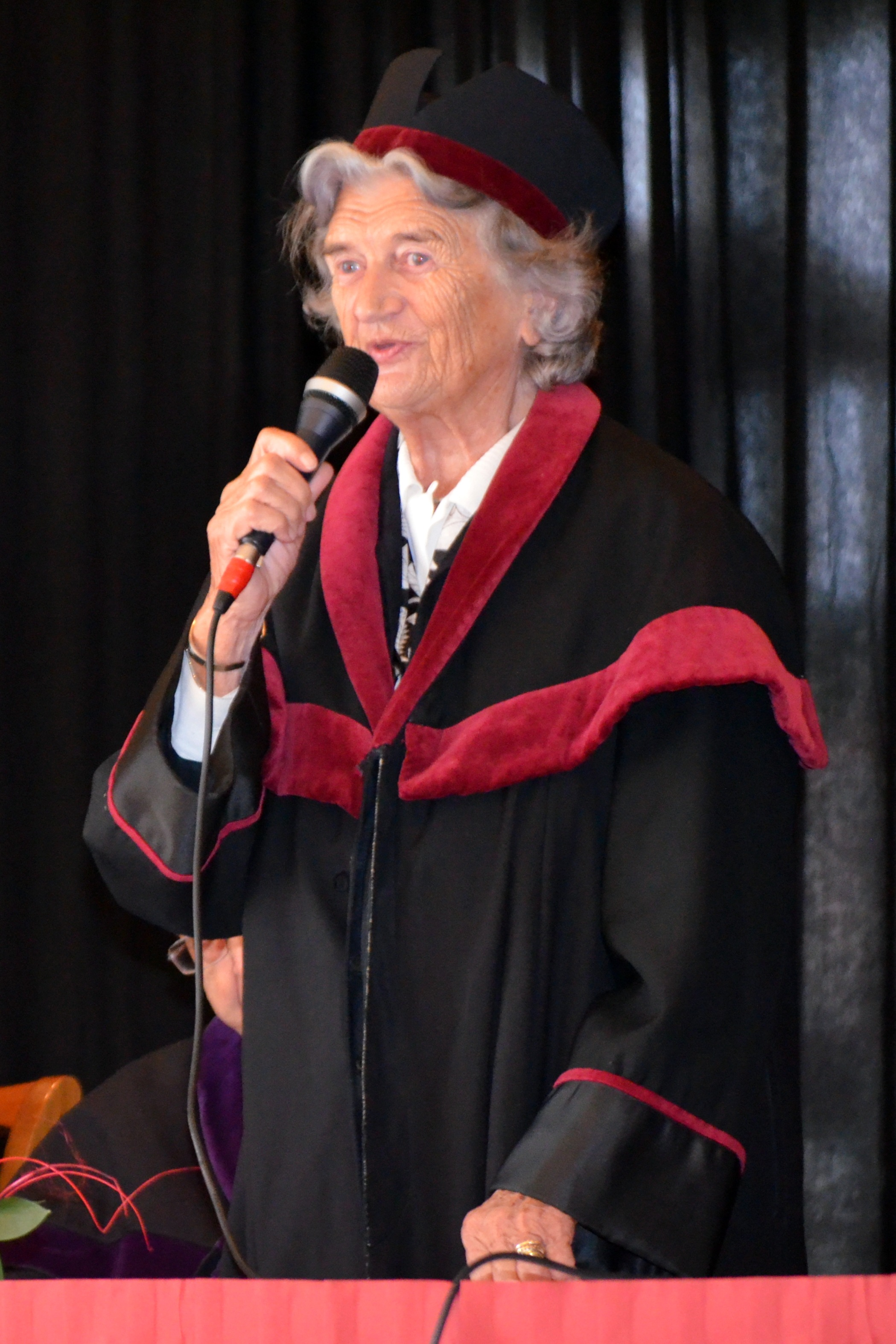
Česká psycholožka Soňa Hermochová.

Soňa Hermochová založila v Čechách hnutí sociálně-psychologického výcviku. Sociálně-psychologický výcvik je systém, který je založený na osobní prožitkové zkušenosti, ale zároveň je propojený s teoretickými poznatky.  Poznatky ze sociální psychologie aplikovala do různých oblastí profesního a společenského života. Po roce 1990 založila českou pobočku Partners for democratic change. Spoluzaložila Asociaci trenérů sociálně-psychologického výcviku v roce 1996. Aktivně se angažovala v projektu Dokážu to!. V tomto projektu se věnovala aplikaci sociálně psychologických technik do výchovně vzdělávací oblasti osobnostní a sociální výchova. Za svoji pedagogickou praxi vedla mnoho mladých odborníků (psychologů, pedagogů atd.), kteří se v současné době problematikou sociálně psychologického výcviku zabývají, jak po stránce teoretické, tak i praktické.

## Dílo
- Sociálně-psychologický výcvik. (1982)
- Sociálně-psychologický výcvik II. (1988)
- Metody aplikované sociální psychologie 1. (1989)
- Metody aplikované sociální psychologie 2. (1989)
- Metody aplikované sociální psychologie 3. (1991)
- Metody aplikované sociální psychologie 4. (1989)
- Hry pro život 1. (1994)
- Hry pro život 2. (1995)
- HERMOCHOVÁ, S. In. KOMÁRKOVÁ, R., SLAMĚNÍK, I., VÝROST, J. Aplikovaná sociální psychologie III. Praha: Grada, 2001.
- HERMOCHOVÁ, S. a J. NEUMAN. Hry do kapsy I. Praha: Portál, 2003.
- HERMOCHOVÁ, S. a J. NEUMAN. Hry do kapsy II. Praha: Portál, 2003.
- HERMOCHOVÁ, S. a J. NEUMAN. Hry do kapsy III. Praha: Portál, 2003.
- HERMOCHOVÁ, S. a J. NEUMAN. Hry do kapsy IV. Praha: Portál, 2003.
- HERMOCHOVÁ, S. a J. NEUMAN. Hry do kapsy V. Praha: Portál, 2004.
- HERMOCHOVÁ, S. a J. NEUMAN. Hry do kapsy VI. Praha: Portál, 2004.
- Hry pro dospělé. (2004)
- Skupinová dynamika ve školní třídě. (2005)
- Teambuilding. (2006)
- HERMOCHOVÁ, S. a J. VAŇKOVÁ. Hry pro rozvoj skupinové spolupráce. Praha: Portál 2014.